# Institut für Textiltechnik (RWTH Aachen University)

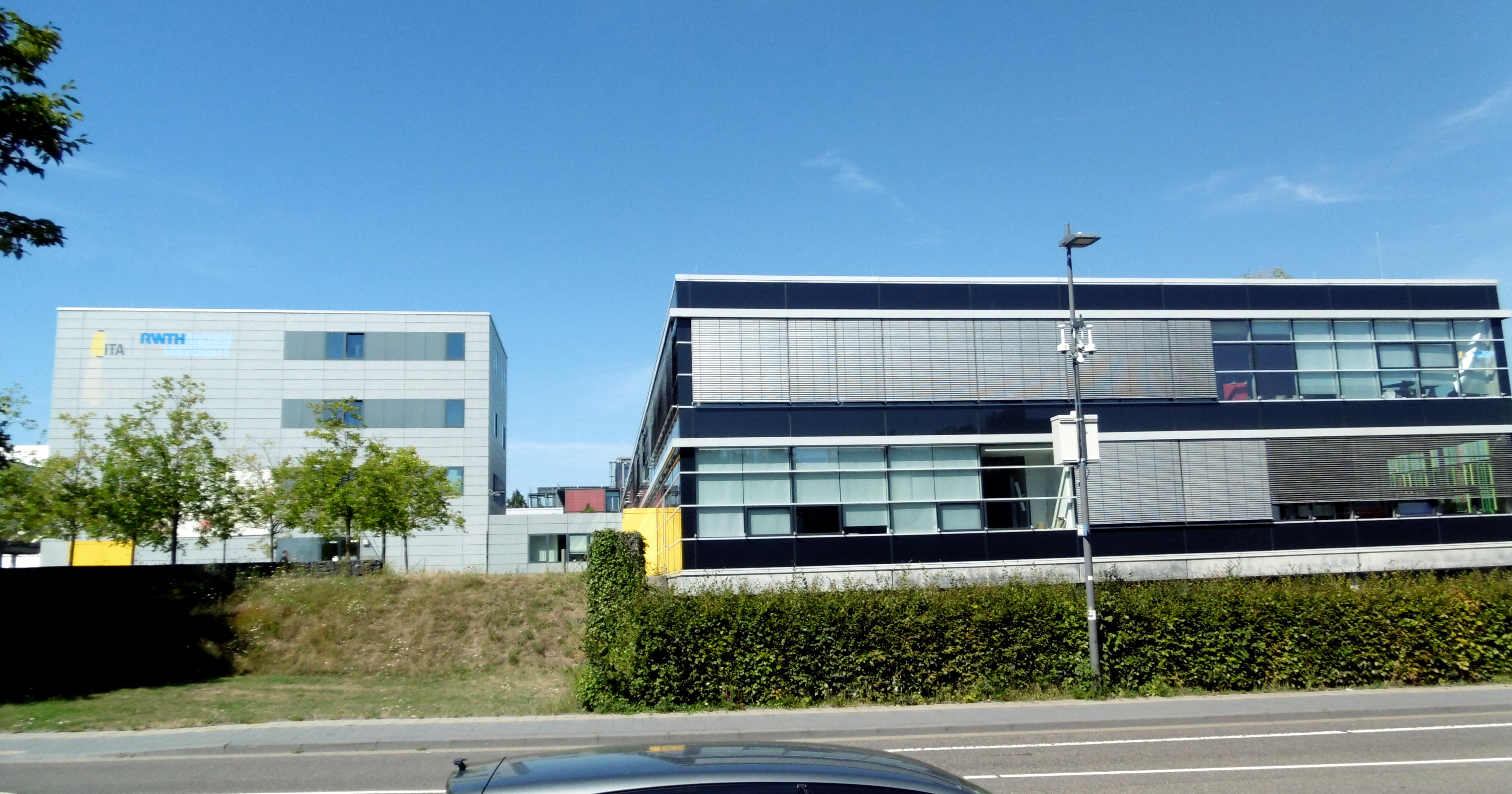
Institut für Textiltechnik in der Otto-Blumenthal-Str. 1

Das Institut für Textiltechnik der RWTH, kurz ITA, ist ein Lehr- und Forschungsinstitut der RWTH Aachen University und gehört der Fakultät für Maschinenwesen der RWTH Aachen an. Das Institut gehört zu den 5 größten Instituten der RWTH Aachen und wird von Thomas Gries geleitet.
Verbunden mit dem Institut für Textiltechnik sind der Lehrstuhl für Textilmaschinenbau, die ITA Technologietransfer GmbH, die ITA Academy GmbH sowie die APS GmbH und das Institut für Textiltechnik Augsburg gGmbH. Sie bilden zusammen die ITA Group. Für die ITA Group arbeiten ca. 400 Personen: Promovenden, PostDocs, Mitarbeiterinnen und Mitarbeiter in den Technika, den Werkstätten, Laboren und in der Verwaltung, studentische Hilfskräfte in Forschungsprojekten und Auszubildende in vier verschiedenen Berufsbildern.

## Geschichte
Nachdem die fortgeschrittene Industrialisierung der Aachener Region, insbesondere auf dem Sektor der Textilherstellung, bereits 1870 zur Gründung der Technischen Hochschule Aachen beigetragen hatte, gab es Überlegungen, eine Textil-Forschungseinrichtung aufzubauen. 1934 wurde dann das erste Textilinstitut an der RWTH Aachen gegründet.
Zu Beginn des Zweiten Weltkrieges bewirkte die Nähe zur Kriegsfront gemeinsam mit den Luftangriffen seit 1941 zunächst eine zeitweilige Einstellung des Lehrbetriebes und dann die Auslagerung von Institutseinrichtungen der RWTH. Davon war das Textilinstitut ebenfalls betroffen und stellte den Betrieb in Aachen 1944 ein.
Ende 1946 wurde der Betrieb in provisorischen Räumen wiederaufgenommen. 1947 erhielt das Institut den Namen Institut für Textiltechnik. Im Jahr 1952 wurde der Lehrstuhl erstmals besetzt und Walther Wegener (* 1901) wurde gleichzeitig auch Institutsdirektor. 1971 übernahm Joachim Lünenschloß den Lehrstuhl und das Institut für Textiltechnik. Von 1987 bis 2001 leitete Burkhard Wulfhorst das Institut für Textiltechnik und hatte den dazugehörigen Lehrstuhl inne.
Im Jahr 1991 wurde die Erweiterung der Maschinenhalle in der Jägerstraße und 1995, ein Jahr nach der 60-Jahr-Feier des ITA, die neue Maschinenhalle im ehemaligen Gebäude des Instituts für Kraftfahrwesen eingeweiht. Dort befanden sich bis 2009 u. a. die Flechtmaschinen und ein Preformcenter. Schließlich übernahm 2001 Thomas Gries die Leitung des Institutes und den Lehrstuhl.

## Institut
Das ITA gehört zum Fachbereich Maschinenbau und zur Fakultät für Maschinenwesen der RWTH Aachen und vertritt die textilbezogenen Lehrinhalte der Studienrichtung „Kunststoff- und Textiltechnik“ in verschiedenen Bachelor- und Masterstudiengängen im Studiengang Maschinenbau der RWTH Aachen.
Das Institut für Textiltechnik verfügt am Standort Aachen über 6.500 m² für Technika, Labore und den Bürobereich. Hier befindet sich ein Technikum mit ca. 250 Textilmaschinen und Prüfständen über alle textilen Prozessstufen von der Spinnerei bis zum Fügen. Weiterhin sind verschiedene Labore (Textilprüfung, Polymeranalytik) und Werkstätten mit Fachpersonal besetzt (Mechanik, Elektronik, Soft- und Hardware).
Neben den Lehrtätigkeiten im Fachbereich Maschinenbau zählt die Forschung in den Leitthemen Mobilität, Bauen und Wohnen, Gesundheit, Energie und Umwelt, Information und Kommunikation, Produktion und Werkstoffe zum Aufgabenbereich des Instituts.

## Leitthemen

### Mobilität
Im Themenbereich Mobilität wird die Entwicklung von Produktionstechnologien für textile Verstärkungselemente für die Automobilindustrie betrieben, welche innovative Leichtbau-Konzepte durch maßgeschneiderte Werkstoffe ermöglichen. Im Einzelnen werden dabei folgende Themen detailliert behandelt:
- Strukturanwendungen,
- Interieur,
- Transmission,
- Sicherheit,
- Leichtbau,
- Automatisierte Produktion,
- Maßgeschneiderte Verstärkungsstrukturen.[11]

### Bauen & Wohnen
Das Leitthema Bauen und Wohnen beschäftigt sich mit dem Einsatz technischer Fasern und Textilien im Hoch-, Tief- und Innenausbau. Konventionelle Materialien wie Beton und Stahl werden im Bauwesen immer mehr durch multifunktionale Werkstoffe ersetzt. Neue Werkstoffe müssen in der Lage sein, die gesellschaftlichen, ökologischen, politischen und technologischen Herausforderungen und Anforderungen erfüllen zu können. Eigenschaften technischer Textilien sind anwendungsspezifisch einstellbar und erlauben damit ein großes Anwendungspotential bzw. Anwendungsspektrum für das Bauwesen.

### Gesundheit
Das Leitthema Gesundheit befasst sich mit Aspekten der Medizintechnik wie textilen Implantaten, Tissue Engineering und Biologisierung von Implantaten sowie Medical Smart Textiles, moderne Wundversorgung, Krankenhaustextilien und Hygieneartikel.

### Energie & Umwelt
Eine Reduktion des Energieverbrauchs in textilen Produktionsprozessen wird durch detaillierte Prozessanalysen ermöglicht. Der Bereich Energie und Umwelt beschäftigt sich mit der Steigerung der Effizienz in Energiewandlungsprozessen durch die Entwicklung neuer Hochleistungs-Fasermaterialien. Die Nutzung nachwachsender Rohstoffe in Form von Naturfasern oder biobasierter Polymeren fördern die Nachhaltigkeit textiler Produkte. Übergeordnete Themen sind die Energiewandlung, Ressourceneffizienz, Erneuerbare Energien, Recycling und Biobasierte Werkstoffe.

### Information & Kommunikation
Smarte Textilien ermöglichen die Integration von Sensorischen, aktorischen und physikalischen Funktionen in faserbasierte Bauteile. Funktionen wie Beleuchtung, Klimatisierung, Informationsübertragung können damit erzeugt werden.

### Produktion
Die wissenschaftlichen Mitarbeiter und Mitarbeiterinnen des Textilmaschinenbaus analysieren und optimieren Fertigungsprozesse, entwickeln und nutzen Online-Messtechniken und konstruieren neue Maschinentypen bis zum Prototyp-Status. Im Rahmen der Entwicklung vernetzter Produktionssysteme (Cyber Physical Systems) werden unter anderem Mensch-Maschine-Schnittstellen entwickelt und neuartige Arbeitsumgebungen im Industrie 4.0-Kontext proaktiv gestaltet. Folgende Themenbereiche sind Teil des Leitthemas Produktion:
- Maschinenbau,
- Prozess- und Produktentwicklung,
- Qualitätssicherung/Messtechnik,
- selbstoptimierende Maschinen,
- Mensch-Maschine-Schnittstellen,
- Industrie 4.0.

### Werkstoffe
Das Leitthema Werkstoffe behandelt die verschiedensten Aspekte wie Werkstoff-Adaptierung und -Funktionalisierung und erarbeitet maßgeschneiderte Verarbeitungs- und Produkteigenschaften von diversen Werkstoffen. Zudem finden Analysen und Prüfungen statt, von der Faser bis zum Bauteil.

### Qualifizierung
Qualifizierung, Ausbildung und lebenslanges Lernen sind ein zentraler Bereich aller Tätigkeiten des ITA. Rund 100 Studierende sind im Rahmen ihrer wissenschaftlichen Arbeiten oder als studentische Hilfskräfte in die aktuellen Forschungsprojekte eingebunden. Know-how-Transfer geschieht durch hervorragend ausgebildete Absolventen und Absolventinnen. Die ITA Academy bietet Fachseminare und Workshops zum beruflichen Kompetenzerwerb an. Die Gestaltung neuer Technologien und die damit verbundenen Qualifizierungsbedarfe werden gezielt in interdisziplinären Forschungsprojekten adressiert.
- Akademische Lehre und gewerbliche Ausbildung,
- Berufliche Weiterbildung,
- Know-how-Transfer,
- Aufbau beruflicher Kompetenzen,
- Technikgestaltung.